# Estat de Chu
Chu (楚) va ser un estat sobirà als territoris centrals i al sud de la República Popular de la Xina, durant el període de Primaveres i Tardors (722 - 481 aC) i el període dels regnes combatents (481 - 221 aC). La casa governant tenia el cognom Mi (芈), i nom de clan Xiong (熊), i originalment fou un rang nobiliari Zi (子) , més o menys comparable a un vescomte.
Originalment conegut com a Jing (荆) i llavors com a Jingchu (荆楚), al cim del seu poder l'estat Chu va ocupar una vasta àrea de terra, incloent les províncies actuals de Hunan, Hubei, Chongqing, Henan, Anhui i parts de Jiangsu i Jiangxi. Per més de 400 anys la capital de Chu capital va estar situada a Ying, prop del que avui és Jingzhou, província Hubei.

## Fundació
D'acord amb la llegenda, els ancestres dels fundadors de l'Estat de Chu eren un clan descendit de Zhuanxu (també conegut com a Gaoyang (高阳/高陽)), net de l'Emperador Groc. La cinquena generació de descendents de Zhuanxu va ser posada a càrrec del foc per l'Emperador Ku i se li va donar el nom de Zhurong, també conegut com el Déu del Foc.
Zhurong va tenir sis fills, el més jove dels quals era dit Mi Jilian (芈季连).
Un dels descendents posteriors de Mi Jian Yu Xiong (鬻熊) va ser un molt conegut mestre que va ensenyar tant al Rei Wen de Zhou com al seu fill el Rei Wu de Zhou.

El Rei Cheng de Zhou (regnat 1042-1021) no va oblidar el valuós servei de Yu Xiong al seu pare i al seu avi tal que quan Xiong Yi, net de Yu Xiong, es convertí en el líder de Chu i se li donà el títol hereditari de Zĭ (子), a grans trets equivalent a Marquès. També va rebre un subsidi de terra al voltant de Danyang (丹阳) (en l'actualitat Comtat Xichuan, Província Henan) on ell construí la primera capital de Chu.

## Inicis d'expansió
En el 977 aC, després d'una expedició cap a l'Estat de Chu el bot del Rei Zhao de Zhou es va enfonsar i aquest es va ofegar al riu Han. Degut a la mort del seu rei, Zhou no es va expandir encara més al sud el que va permetre a les tribus del sud i a Chu de consolidar la seva autonomia i independència molt abans que els estats del nord. El governant de Chu, Xiong Qu (熊渠), enderrocà l'Estat d'E en el 863 aC, més tard fer la seva ciutat successora Ezhou la capital alternativa de Chu. En el 703 o potser en el 706 Xiong Tong (熊通), el Vescomte de Chu va assumir el títol de Rei Wu de Chu, la qual cosa implicava una igualtat amb el rei Zhou i la independència de Chu.

## Chu durant el període de Primaveres i Tardors
En els seus primers anys, Chu va ser un reeixit estat expansionista i militarista que desenvolupà una reputació per coaccionar i absorbir els seus aliats. Chu va créixer d'un petit estat a un gran regne. El Rei Zhuang de Chu fins a assolir el títol tradicional d'un dels cinc hegemònics. Després d'una sèrie de batalles amb estats veïns, en algun moment entre el 695 i el 689 aC, la capital de Chu es va traslladar al sud-est de Danyang a Ying. Chu primer va consolidar el seu poder mitjançant l'absorció dels estats menors dels seus voltants, en el que avui en dia seria la província de Hubei; llavors, es va expandir cap al nord en direcció a la Planúria del Nord de la Xina. L'amenaça de Chu va donar lloc a múltiples aliances en el nord, sota la lideratge de l'estat Jin contra Chu i els seus aliats; aquestes aliances aconseguiren mantenir en escac a Chu, amb la seva primera gran victòria en la batalla de Chengpu en l'any 632 aC.

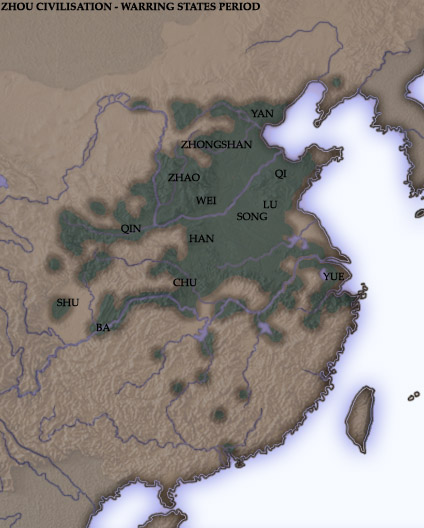
La Xina durant el període dels Regnes Combatents, 350 aC aprox.

Després d'un període de guerres cada vegada més intenses, Qi, Qin, Jin i Chu finalment es van ajuntar per a una conferència de desarmament en el 579 aC, en què essencialment els altres estats es van convertir en satèl·lits.
A principis del segle vi aC, Jin va reforçar Wu per actuar com a contrapès contra Chu, i Wu va poder derrotar a Qi. Wu va envair Chu l'any 506 aC i fins i tot després de la batalla de Boju, va ocupar Ying forçant el Rei Zhao de Chu a fugir, però després del seu retorn va patir un altre atac de Wu l'any 504 aC, va traslladar temporalment la capital al territori de l'antic estat de Ruo. Chu va començar a enfortir Yue per servir com a aliats contra Wu. Yue va ser inicialment sotmès pel rei Fuchai de Wu fins que va alliberar el seu rei Goujian, que es va venjar del seu antic captivitat aixafant i annexionant completament Wu. Un cop desaparegut Wu, Chu es va annexionar Chen el 478 aC i va envair Cai al nord el 447 aC. Chu va ocupar Nanzheng de Qin 361 aC.

## Període dels Regnes Combatents
El període dels Regnes Combatents fou un període de confusió. Els emperadors de la dinastia Zhou havien perdut la capacitat de cohesió i els nobles de les diferents regions s'autoproclamaren emperadors independents. En el 403 aC, el Marquès Jing de Han, juntament amb el Marquès Wen de Wei i el Marquès Lie de Zhao, van dividir l'estat de Jin en tres: Han, Wei i Zhao, fet amb el qual començaria el Període dels Regnes Combatents i la independència política de Han. El Rei Lie de Zhou va ser obligat a reconèixer els nous estats, elevant a la categoria de marquesos als seus governants.
A finals del segle V aC, el govern de Chu s'havia tornat molt corrupte i ineficient, amb gran part del tresor de l'estat utilitzat principalment per pagar el seguici reial. A finals dels anys 390 aC, el Rei Dao de Chu va fer de Wu Qi el seu canceller per dur a terme les reformes de Wu Qi van començar a transformar Chu en un estat eficient i poderós l'any 389 aC, però els descontents aristòcrates de Chu no van perdre temps en la seva venjança i Wu Qi va ser assassinat al funeral del rei Dao l'any 381 aC, revertint les reformes. Shu va atacar Chu a Zifang el 377 aC, i aquest va prendre mesures defensives.
A finals del segle IV aC, quan Zhao i estat Qin estaven en ascens, el poderós exèrcit de Chu va derrotar els estats de Wei i Yue, i aquest últim es va dividir entre Chu i Qi el 333 aC. Qin va recuperar Nanzheng en 312 aC.
L'any 278 aC, Bai Qi va dirigir l'exèrcit de Zhaoxiang de Qin contra Chu, prenent la seva capital Ying i molt territori. Chu va reallotjar la seva capital a Shouchun. L'any 241 aC, l'expansió de Qin havia aconseguit aïllar i encerclar Han i Wei, i fer frontera amb Qi, i cinc dels set principals estats en guerra Chu, Zhao, Wei, Yan i Han van formar una aliança per lluitar contra el creixent poder de Qin, de la que el Rei Kaolie de Chu va ser nomenat líder i Lord Chunshen el comandant militar, però Qin va atacar el camp de Chu al pas de Hangu, que es va retirar, i després la resta dels aliats. En 224 aC Wang Jian va atacar Chu amb 600.000 homes de Qin i va derrotar l'exèrcit Chu a Pingyu, ocupant les ciutats fins que en 223 aC va capturar al rei Fu Chu i acabant amb la seva independència.